# 合江 (博白)
合江，位于中华人民共和国广西壮族自治区博白县南部，是南流江左岸支流，上游又称凤山河，发源于博白县新田镇亭子村鹿贵屯附近，东北流经亭子村、天垌村，于凤山镇竹围村转西北流，经双底村、白马村，至旺茂镇大寿村折西流，经大康村、三清村，于东平镇合江村（原合江镇）左纳东平河后始称“合江”，转北流至长新村响水滩再折西流，于新郑村以北汇入南流江。河长51.2千米，平均比降1.04‰，流域面积581平方千米。年均径流量5.344亿立方米。合江流域水土流失严重，泥沙淤积量大。